# Parallelia dicoela
Parallelia dicoela là một loài bướm đêm trong họ Erebidae.